# Đại Vũ Khẩu
Đại Vũ Khẩu (tiếng Trung: 大武口区, Hán Việt: Đại Vũ Khẩu khu) là một quận thuộc địa cấp thị Thạch Chủy Sơn, Khu tự trị dân tộc Hồi Ninh Hạ, Cộng hòa Nhân dân Trung Hoa. Đại Vũ Khẩu có diện tích 1007 km2, dân số khoảng 230.000 người. Mã số bưu chính 753000. Ở quận này có khu công nghiệp dành cho các ngành công nghiệp nhẹ không ô nhiễm hoặc ít ô nhiễm.

## Hành chính
Quận Đại Vũ Khẩu được chia ra làm 11 đơn vị hành chính cấp hương, bao gồm 10 nhai đạo và 1 trấn.
- Nhai đạo: Trường Thắng (长胜街道), Triều Dương (朝阳街道), Nhân Dân Lộ (人民路街道), Trường Thành (长城街道), Thanh Sơn (青山街道), Thạch Thán Tỉnh (石炭井街道), Bạch Cập Câu (白芨沟街道), Câu Khẩu (沟口街道), Trường Hưng (长兴街道), Cẩm Lâm (锦林街道)
- Trấn: Tinh Hải (星海镇)